# 25258 Натаніель
25258 Натаніель (25258 Nathaniel) — астероїд головного поясу, відкритий 7 листопада 1998 року.
Тіссеранів параметр щодо Юпітера — 3,204.